# Zenonina
Genre
Zenonina est un genre d'araignées aranéomorphes de la famille des Lycosidae.

## Distribution
Les espèces de ce genre se rencontrent en Afrique subsaharienne.

## Liste des espèces
Selon World Spider Catalog (version 17.0, 21/04/2016) :
- Zenonina albocaudata Lawrence, 1952
- Zenonina fusca Caporiacco, 1941
- Zenonina mystacina Simon, 1898
- Zenonina rehfousi Lessert, 1933
- Zenonina squamulata Strand, 1908
- Zenonina vestita Simon, 1898

## Publication originale
- Simon, 1898 : Histoire naturelle des araignées. Paris, vol. 2, p. 193-380 (texte intégral).